# Trans-Manche Super Train
De Trans-Manche Super Train (TMST), in het Verenigd Koninkrijk Class 373 en door Eurostar e300 genoemd, is een hogesnelheidstrein uit de TGV-familie. De treinstellen zijn specifiek gebouwd voor de Eurostar-dienst van en naar Londen.

## Beschrijving
De treinstellen zijn gebouwd tussen 1992 en 1996. De treinstellen zijn specifiek voor de Eurostar-diensten gebouwd die gebruikmaken van de Kanaaltunnel. De eigendom van de treinstellen is verdeeld over de betrokken spoorwegmaatschappijen: SNCF, NMBS en Eurostar UK. De treinstellen hebben twee motorrijtuigen en 18 tussenrijtuigen. De operationele inzet vereist een afwijkende technische uitvoering.
Zo zijn de treinen geschikt om via een derde rail te worden gevoed met 750 volt gelijkspanning. Deze voeding wordt toegepast in Zuid-Engeland en is vergelijkbaar met de voeding van een metro. Sinds het gereedkomen van de Engelse hogesnelheidslijn, de High Speed 1, is deze installatie niet meer nodig.
De treinstellen hebben een afwijkend omgrenzingsprofiel en profiel van vrije ruimte. Het omgrenzingsprofiel is de maximale hoogte en breedte die een trein mag hebben. Dit profiel moet overeenkomen met de spoorlijn zelf. In Engeland is het profiel kleiner omdat daar de tunnels kleiner zijn, de sporen dichter bij elkaar liggen en de perrons dichter bij het spoor staan. De Eurostar-treinstellen zijn hierop aangepast.
Vanwege de zeer hoge veiligheidseisen voor de Kanaaltunnel zijn de treinen deelbaar. In geval van brand wordt in eerste instantie geprobeerd door te rijden om de tunnel te verlaten. Als dat niet lukt wordt de trein stilgezet in de tunnel. De passagiers van het getroffen deel vluchten naar de vluchttunnel terwijl het andere deel wordt losgekoppeld en zelfstandig de tunnel verlaat. Na het ongeluk met een vrachtautoshuttle is dit regime gewijzigd. Een brandende trein wordt direct stil gezet en alle passagiers vluchten. De Eurostar-treinstellen hebben tussen de rijtuigen branddeuren die tijdens de rit in de tunnel worden gesloten. De passagier kan deze uiteraard openen voor de doorgang, na passage sluiten de deuren weer automatisch.
De treinstellen zijn twee keer zo lang als een normale TGV. De treinstellen kunnen daarom niet gekoppeld rijden.
Tijdens de introductie van de Eurostar bestonden er plannen om diensten voorbij Londen uit te voeren, bijvoorbeeld Parijs–Manchester. Hiervoor zijn korte treinstellen gebouwd met 14 tussenrijtuigen (North of London). Deze diensten zijn er echter nooit gekomen. De specifiek hiervoor gebouwde treinstellen zijn in 2007 verhuurd aan de SNCF, die ze inzet op de verbinding Parijs-Lille.

## Techniek
De aandrijftechniek is afwijkend van andere TGV-series. De motoren zijn van het asynchrone principe, de installatie is geleverd door het Engelse Brush. Omdat een treinstel langer en zwaarder is, zijn niet alleen de draaistellen onder de beide motorrijtuigen aangedreven maar ook de direct aangrenzende draaistellen. Het vermogen komt daarmee op 12.200 kW.
In 2024 is er begonnen met de inbouw van ETCS, maar was deze nog niet toegelaten.

## Inzet
De inzet bestaat voornamelijk uit de verbindingen Parijs–Londen en Brussel–Londen. In de wintermaanden rijden extra treinen van Londen naar de Franse Alpen.
Omdat de vervoersvraag aanvankelijk tegenviel, vooral op de verbinding Brussel – Londen, werden enkele treinstellen met 18 tussenrijtuigen ingezet in de binnenlandse TGV-dienst. Hiervoor zijn ze geschikt gemaakt voor inzet onder de bovenleiding met 1500 V gelijkspanning. Zij deden dienst op de route Brussel - Nice/Marseille en later Parijs - Lille.
Tussen mei 2000 en december 2005 gebruikte de Britse spoorwegonderneming Great North Eastern Railway enkele treinstellen met 14 tussenrijtuigen voor binnenlandse treinen over de East Coast Main Line.
In september 2016 kondigde Eurostar het slopen van de eerste treinstellen na 22 jaar dienst aan. In december 2016 heeft Eurostar aangekondigd dat ze 8 Class 373's opknappen voor het zuiden van Frankrijk en de Franse Alpenroutes. Deze treindiensten bestaat in de toekomst uit 25 treinstellen.
Sinds 12 juni 2017 reed het TMST-stel 3224/3213 voor Thalys Izy; Izy huurde dit stel van Eurostar.

## Bewaard
Begin augustus 2015 werd motorwagen 373 308 aan de Nationale Collectie toegevoegd en getransporteerd naar het National Railway Museum in York.
In januari 2020 kwam 373 304 (eigendom van Locomotive Storage Limited, die de motorwagen en het eersteklasserijtuig uit het stel 3303-3304 uit Frankrijk gehaald hebben om in The One:One Collection tentoongesteld te worden) aan bij The One:One Collection in de oude productiehallen van Hornby in Margate.

## Afbeeldingen

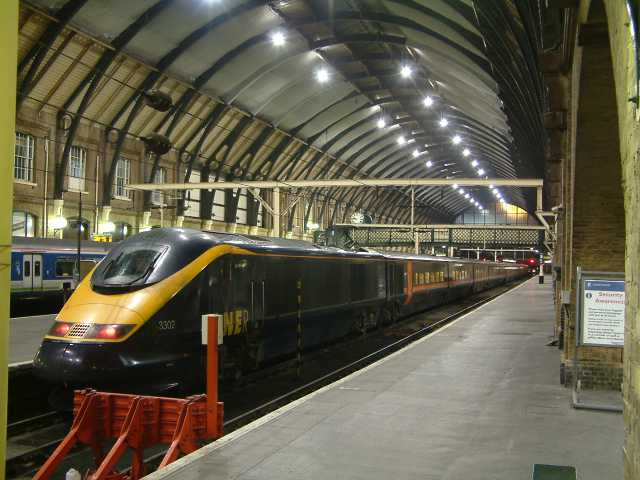
TMST bij GNER
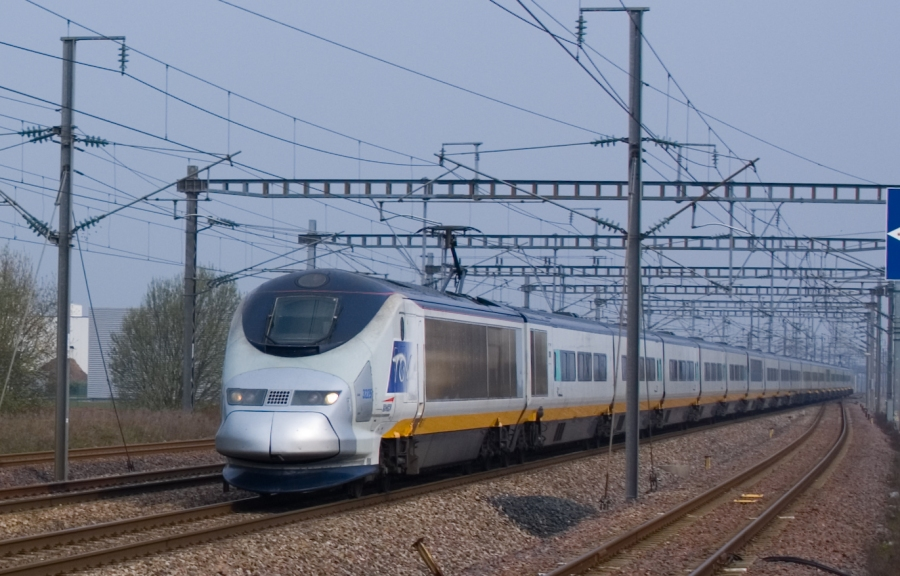
TMST te Haute-Picardie TGV
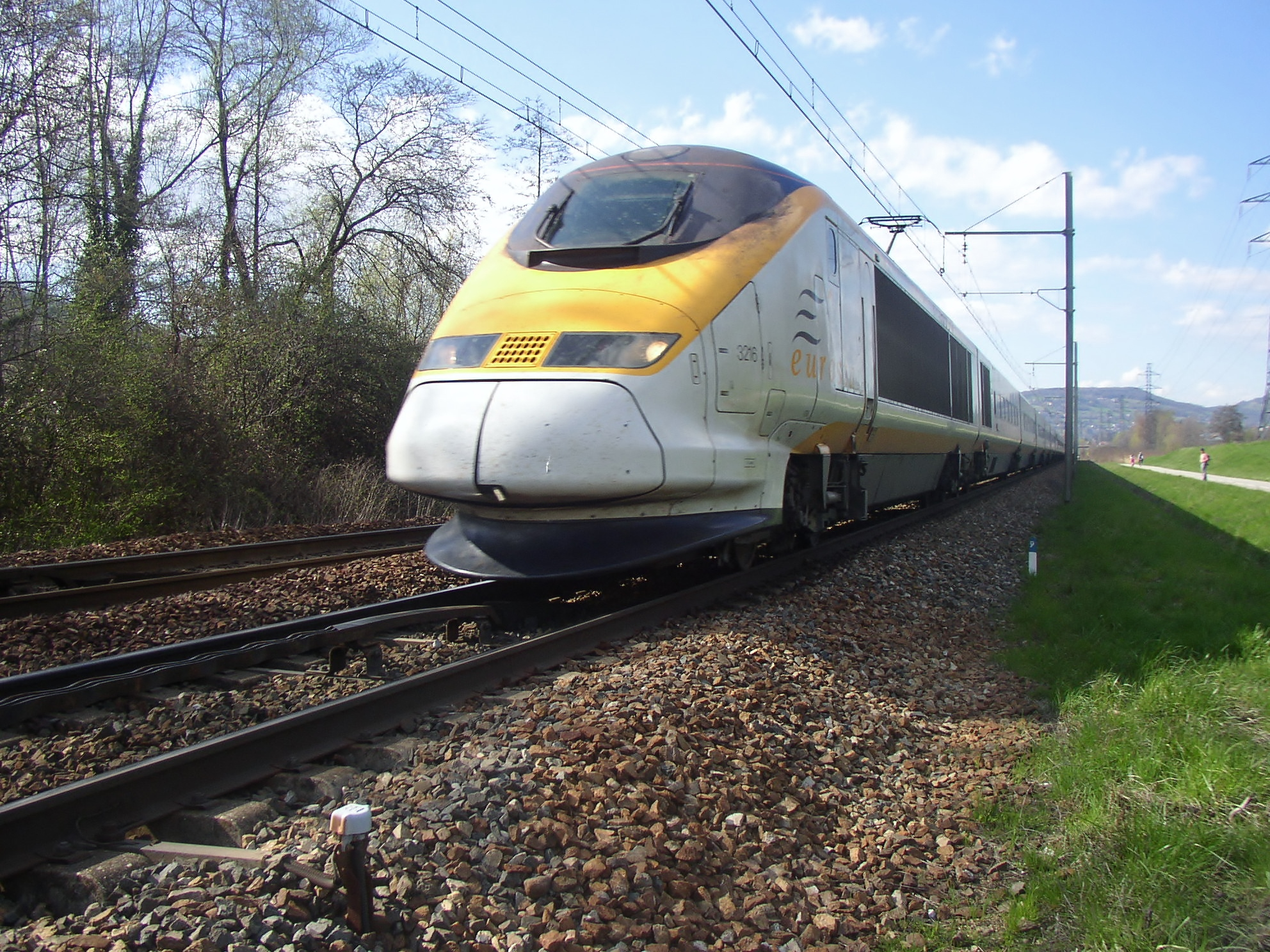
Eurostar in Zuid-Oost Frankrijk.